# 加計町

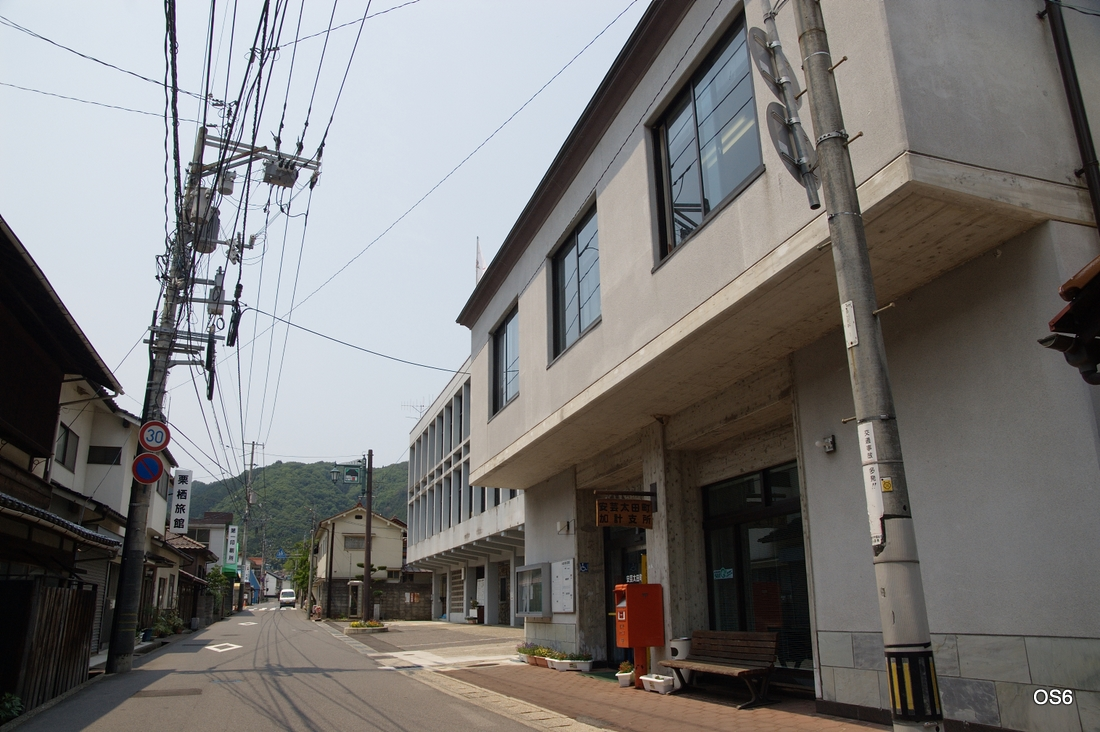
安芸太田町加計支所

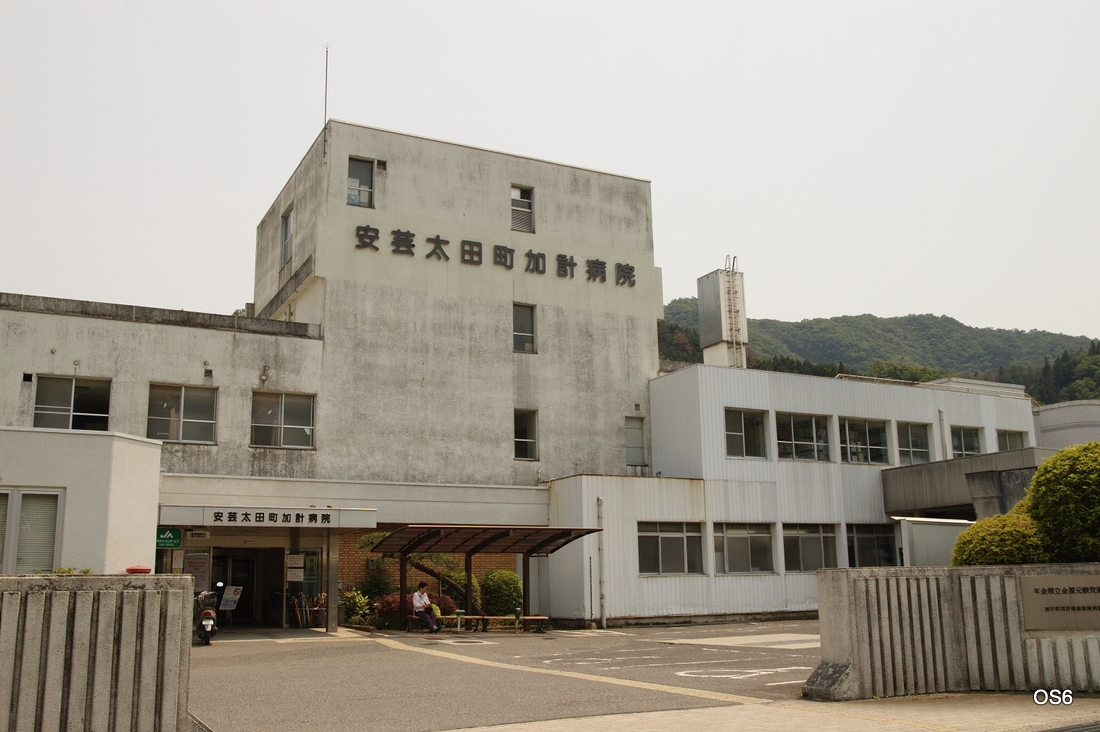
安芸太田町加計病院

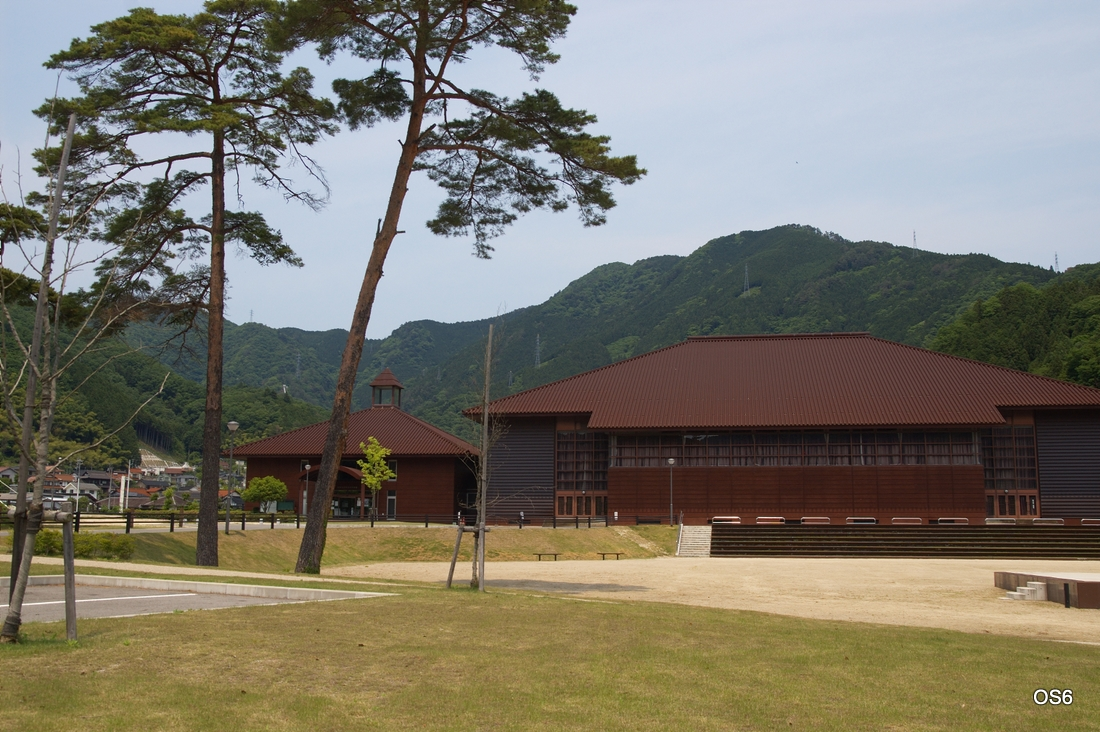
加計体育館

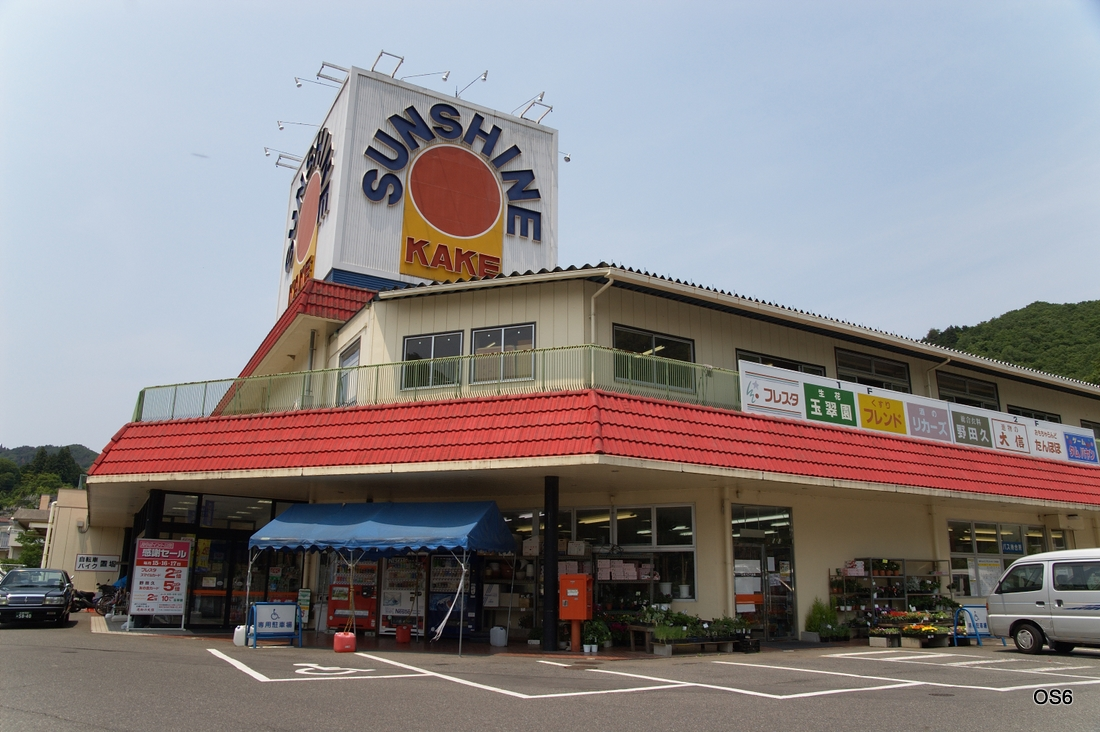
サンシャイン加計

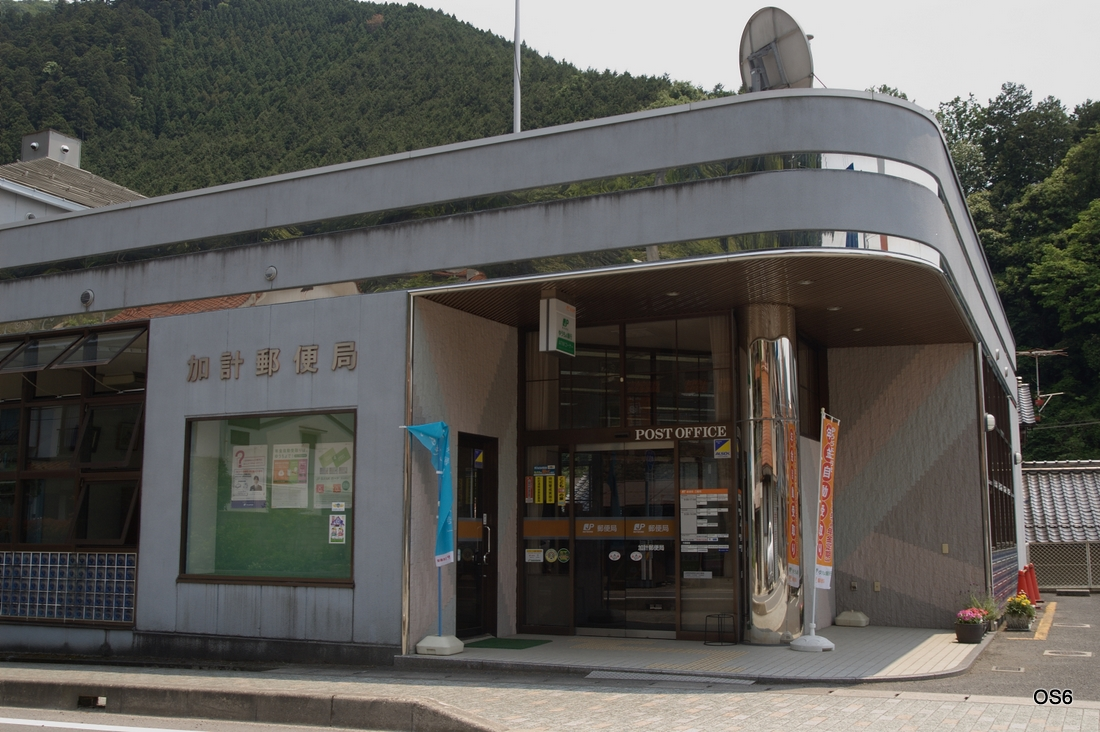
加計郵便局

加計町（かけちょう）は、かつて広島県の北西部にあった町。山県郡に属した。
2004年10月1日、山県郡戸河内町および筒賀村と合併して安芸太田町に移行したことに伴い消滅した。

## 地理

### 河川
- 太田川

### 山
- 大箒山（標高1,013.5m）
- 五輪山（標高832.9m）
- 正教山（標高817.2m）
- 百々山（標高559.3m）

### 大字（2004年9月30日当時のデータ）
- 穴（あな）
- 加計（かけ）…一部地区（安中・勝草）が安芸太田町移行後観音として独立。
- 下筒賀（しもつつが）
- 下殿河内（しもとのごうち）
- 津浪（つなみ）
- 坪野（つぼの）

## 沿革
- 1889年4月1日 市町村制施行。加計町域には当時いずれも山県郡に属する加計村・殿賀村・安野村が存在した。
- 1898年2月10日 加計村が町制施行して加計町（初代）になる。
- 1954年8月1日 加計町（初代）と殿賀村が対等合併して加計町（2代）が成立する。
- 1956年9月30日 加計町（2代）と安野村が対等合併して加計町（3代）が成立する。
- 2004年10月1日 山県郡の加計・戸河内両町および筒賀村が対等合併して安芸太田町が成立したことに伴い消滅する。

## 町村政
町村長、助役、収入役は以下の通りである。

### 町村長
- 保田為吉[1]
- 井上㐮一[1]
- 井上二三次[1]
- 加計八右衛門[1]
- 加計正文[1][2] - 加計隅屋22代当主。銀行業を営み、広島県多額納税者である[3]。
- 香川又吉[1]
- 加計三千二[1]
- 加計朋吉

### 助役
- 川本章[1]
- 香川又吉[2]

### 収入役
- 栗栖礼蔵[2]

## 経済

### 産業
1930年に刊行された『市町村治績録 改訂第2版』によると、農産196225円、畜産76456円、蚕業60308円、林産224988円、水産7006円、鉱産5540円、工産292633円。
農業
『大日本篤農家名鑑』によれば、加計町の篤農家は井上、太田、栗栖、鍵浦、鈴川、佐々木、藤渡、藤田、井上、河野、佐々木、加計姓の人物がいた。
『大日本蚕業家名鑑 正』によれば、加計村の養蚕家は栗栖、藤田、亀井、大村、佐々木、太田、河野、野田、末田姓の人物がいた。
商工業
- 猪原良右衛門[2]（醤油醸造業、薬房）[6]
- 加計民五郎[2]、加計三千二（酒造業）[6]

企業
- 藝備銀行支店[1]

## 人口
1930年に刊行された『市町村治績録 改訂第2版』によると、戸数1035、人口4746。

## 地域

### 医療
- 加計町立病院（現・安芸太田町加計病院）
- 越智佐夫（全科医）[6]
- 佐々木博（全科医）[6]
- 栗栖弘二（産婦人科医）[6]

### 教育
2004年9月30日当時のデータである。

#### 小学校
- 加計町立加計小学校
- 加計町立修道小学校
- 加計町立津浪小学校
- 加計町立殿賀小学校
- 加計町立安野小学校（2005年度より休校）

#### 中学校
- 加計町立加計中学校
- 加計町立安野中学校（2004年度末で廃校）

#### 高等学校
- 広島県立加計高等学校

## 交通（2004年9月30日当時のデータ）

### 鉄道
- 以前はJR可部線が通っていて町内には以下の施設が存在したが、2003年12月1日に廃止された。
  - 安野駅 - （この間は佐伯郡湯来町〔現：広島市佐伯区〕を通過） - 坪野駅 - （この間は山県郡筒賀村〔現：安芸太田町〕を通過） - 津浪駅 - 香草駅 - 加計駅 - 木坂駅 - 殿賀駅

### 道路
- 高速道路
  - 町内を中国自動車道が通っているが、全国で初めてバスストップ《加計BS》にスマートIC（ETC専用）が平成18年10月から本格設置された。利用は、広島方面のみの利用が可能。
  - 2006年10月1日　加計BSインターチェンジ恒久設置決定
    - 広島方面にのみ出入りができる。（ただしETC設置車のみ）
- 国道
  - 国道186号
  - 国道191号
  - 国道433号
  - 国道434号
- 主要地方道
  - 1982年に広島県道39号加計八重線が国道433号（国道434号重用）に、広島県道41号加計廿日市線が国道433号にそれぞれ昇格してからは存在しない。
- 一般県道
  - 広島県道177号下佐東線
  - 広島県道239号加計停車場線…JR可部線非電化区間（可部～三段峡間、延長46.2km）廃止後も長らく存続していたが2009年2月5日広島県告示第119号により廃止され安芸太田町道に降格。
  - 広島県道241号筒賀停車場線…実際はJR可部線田之尻駅（2003年12月1日廃止）に通じる路線。JR可部線非電化区間廃止後も長らく存続していたが2009年2月5日広島県告示第119号により廃止され広島県道303号上筒賀津浪線・広島県道304号中筒賀下線に再編。
  - 広島県道301号澄合豊平線
  - 広島県道303号上筒賀筒賀停車場線…実際は山県郡筒賀村上筒賀とJR可部線田之尻駅を結ぶ路線。JR可部線非電化区間廃止後も長らく存続していたが2009年2月5日広島県告示第119号により廃止され広島県道303号上筒賀津浪線・広島県道304号中筒賀下線に再編。
  - 広島県道304号中筒賀下線
  - 広島県道305号弁財天加計線
  - 広島県道308号溝口加計線…町内は全区間国道433号（国道434号重用）と重用。

## 出身・ゆかりのある人物
- 加計慎太郎（芸備銀行加計支店長）
- 源田實（参議院議員・第2代航空幕僚長）
- 久賀重雄（文部官僚、沼津工業高等専門学校校長などを歴任）
- 川野三暁(池田勇人秘書・参議院議員)